# Cleome gobica
Cleome gobica är en paradisblomsterväxtart som beskrevs av V.I. Grubov. Cleome gobica ingår i släktet paradisblomstersläktet, och familjen paradisblomsterväxter. Inga underarter finns listade i Catalogue of Life.